# Албу (волость)
Албу (эст. Albu vald) — бывшая волость в Эстонии, в составе уезда Ярвамаа.

## География
Волость Албу находилась на севере Эстонии, в северо-западной части уезда Ярвамаа, в 28 километрах от города Пайде. Её площадь составляла 257 км². Численность населения по данным на 2014 год — 1137 человек. Административным центром волости являлось поселение Ярва-Мадисе. Кроме него, в общину входили деревни Агери, Албу, Ахула, Ветепере, Каалепи, Лехтметса, Мягеде, Мёнувере, Нейтла, Оргметса, Пееду, Пуллевере, Сейдла, Соосалу, Сугалепа.

## История и достопримечательности
Албу впервые письменно упоминается в 1282 году. В XVI и XVII веках на территории волости воздвигаются многочисленные замки местного дворянства. Достоин внимания хорошо сохранившийся бург Албу, один из старейших в Эстонии, а также построенная в XIII столетии церковь св. Матвея в Ярва-Мадисе. В Ветепере находится дом-музей, в котором родился национальный писатель Эстонии Антон Таммсааре.
В ходе административной реформы местных самоуправлений Эстонии 2017 года территория волости была включена в новообразованную волость Ярва.